# Xenocytaea taveuniensis
Xenocytaea taveuniensis là một loài nhện trong họ Salticidae.
Loài này thuộc chi Xenocytaea. Xenocytaea taveuniensis được Patoleta miêu tả năm 2011.